# Bandera de Garachico

La bandera del municipio tinerfeño de Garachico está compuesta por tres franjas horizontales de igual tamaño, la superior negra, la central blanca y la inferior azul turquesa.
El negro simboliza los extensos ríos de lava de la erupción volcánica de 1706. El blanco se incluye en dos de los cuarteles del escudo heráldico, y simboliza, en la bandera, la blancura del caserío y el agua, riqueza abundante en el término municipal. El azul (turquesa) simboliza la importancia de su puerto y es el color dominante en uno de los cuarteles del escudo.